# Monika Jagła
Monika Jagła, född Ziółkowska den 4 januari 2000, är en polsk beachvolleyboll- och volleybollspelare (libero).
På klubbnivå spelade hon med KS Pałac Bydgoszcz (i ungdomslagen) fram till 2021, då hon gick över till Joker Świecie. Inför säsongen 2022/2023 gick Jagła till Grupa Azoty Chemik Police.
Hon deltog i U18-EM i beachvolleyboll 2016 tillsammans med Magdalena Orlicka. I grupptävlingen vann de alla matcher och tog förstaplatsen i sin grupp. I kvartsfinalen förkorade de mot Norge. Hon spelade med landslaget i volleyboll vid EM 2021, där Polen nådde kvartsfinal.